# نکست لول گیمز
نکست لِوِل گیمز (به انگلیسی: Next Level Games, Inc.) یک شرکت کانادایی توسعه‌دهنده بازی‌های ویدیویی است که به نینتندو تعلق دارد.